# تاكارازوكا (هيوغو)
مدينة تاكارازوكا (بالإنجليزية: Takarazuka)‏ هي أحد المدن التابعة لمحافظة هيوغو. تأسست رسميًا في 01/04/1954. ويقدر عدد سكانها بـ 222071 نسمة حسب تقدير مكتب الإحصاء الياباني لعام 2012. تبلغ مساحة تاكارازوكا 101.8 كم2. بكثافة سكانية تبلغ 2181 نسمة/كم2.

## توأمة
لتاكارازوكا (هيوغو) اتفاقيات توأمة مع كل من:
- ماتسوا (1 أغسطس 1967 - )[3]
- أوغستا

## أعلام
- شينجي أوكازاكي
- جون واتانابي
- هيروكي هيجوتشي
- تاتسويا أوتشيدا
- تارو ياماموتو